# Miroslav Tuček
Miroslav Tuček (* 1925 in Prag; † 9. Januar 2004 in Zürich) war ein tschechoslowakisch-schweizerischer Jurist, Diplomat, Exilpolitiker und Archivdirektor.

## Leben
Die Jugendzeit Tučeks war vom antifaschistischen Widerstand in Prag geprägt. 1945 nahm er ein Studium der Rechtswissenschaften an der Karls-Universität Prag auf, das er 1948 mit der Promotion abschloss. 1947 war Tuček Generalsekretär der ersten Weltfestspiele der Jugend und Studenten, die in Erinnerung an die antinazistischen Jugenddemonstrationen von 1939 in Prag stattfanden und von 17.000 Personen aus 71 Ländern besucht wurden. Nach dem Studienabschluss trat Tuček in den diplomatischen Dienst ein. In den folgenden Jahren war er juristischer Attaché der tschechoslowakischen Gesandtschaft in Bern und Vizekonsul in Zürich. Zur Zeit des Slánský-Prozesses in den frühen 1950er Jahren distanzierte er sich öffentlich vom kommunistischen Regime und erhielt politisches Asyl in der Schweiz.
In den 1950er und 1960er Jahren arbeitete Tuček in der Schweiz als Journalist, aber auch in verschiedenen handwerklichen Berufen. 1967 wurde er wissenschaftlicher Mitarbeiter am Schweizerischen Sozialarchiv. Von 1968 bis 1987 war er Vorsteher dieser Institution. 1979 berief der schweizerische Bundesrat Tuček zum Präsidenten der neu geschaffenen Eidgenössischen Expertenkommission für die sozialwissenschaftliche Dokumentation.
Ab 1971 war Tuček Sekretär der Sozialdemokratischen Partei der Tschechoslowakei im Exil.

## Schriften (Auswahl)
- Miroslav Tucek: Fünfzig Jahre Sowjetrussland: Die Ziele der Russischen Revolution. In: Der Neue Bund. 33/4 (1967).
- Fritz N. Platten: Miroslav Tucek: Das Schweizerische Sozialarchiv. Schweizerisches Sozialarchiv, Zürich 1971.
- Miroslav Tucek: Geschichte der schweizerischen Arbeiterbewegung (in Dokumenten der zürcherischen Bibliotheken): Katalog zur Ausstellung im Rahmen der Unesco-Aktion »Jahr des Buches«.  Zürich 1972.

## Weblink
- Miroslav Tuček in den Diplomatischen Dokumenten der Schweiz (Dodis)